# Albert Zsuzsa (író)
Albert Zsuzsa (eredeti neve: Marek Zsuzsanna, 1954-ig) (Budapest, 1932. július 23. –) Magyar Örökség díjas és József Attila-díjas magyar író, költő, műsorvezető.

## Életpályája
Szülei: Marek Hugó és Németh Margit voltak. 1950-1954 között az ELTE Bölcsészettudományi Kar magyar szakos hallgatója volt. 1954-től 40 évig a Magyar Rádió irodalmi osztályának szerkesztője volt. 1984 óta a Berzsenyi Dániel Irodalmi és Művészeti Társaság elnökségi tagja. 1994 óta nyugalmazott irodalomtörténész; esztétikai műsorokat, íróportrékat készít, az Édes anyanyelvünk és a Beszélni nehéz című sorozatok szerkesztője. 1995-1997 között a Duna Televízió külsős szerkesztő-riportere volt.

## Magánélete
1954-ben házasságot kötött Albert Gáborral. Ekkor vette fel férje vezetéknevét is. Két gyermekük született; Albert Gábor Áron (1955) és Albert Orsolya Eszter (1969).

## Művei
- Miért szép? (1974)
- A csönd margójára (versek, 1974)
- Árgilus jelentései (versek, 1986)
- Az éjszakai lakó (versek, 1994)

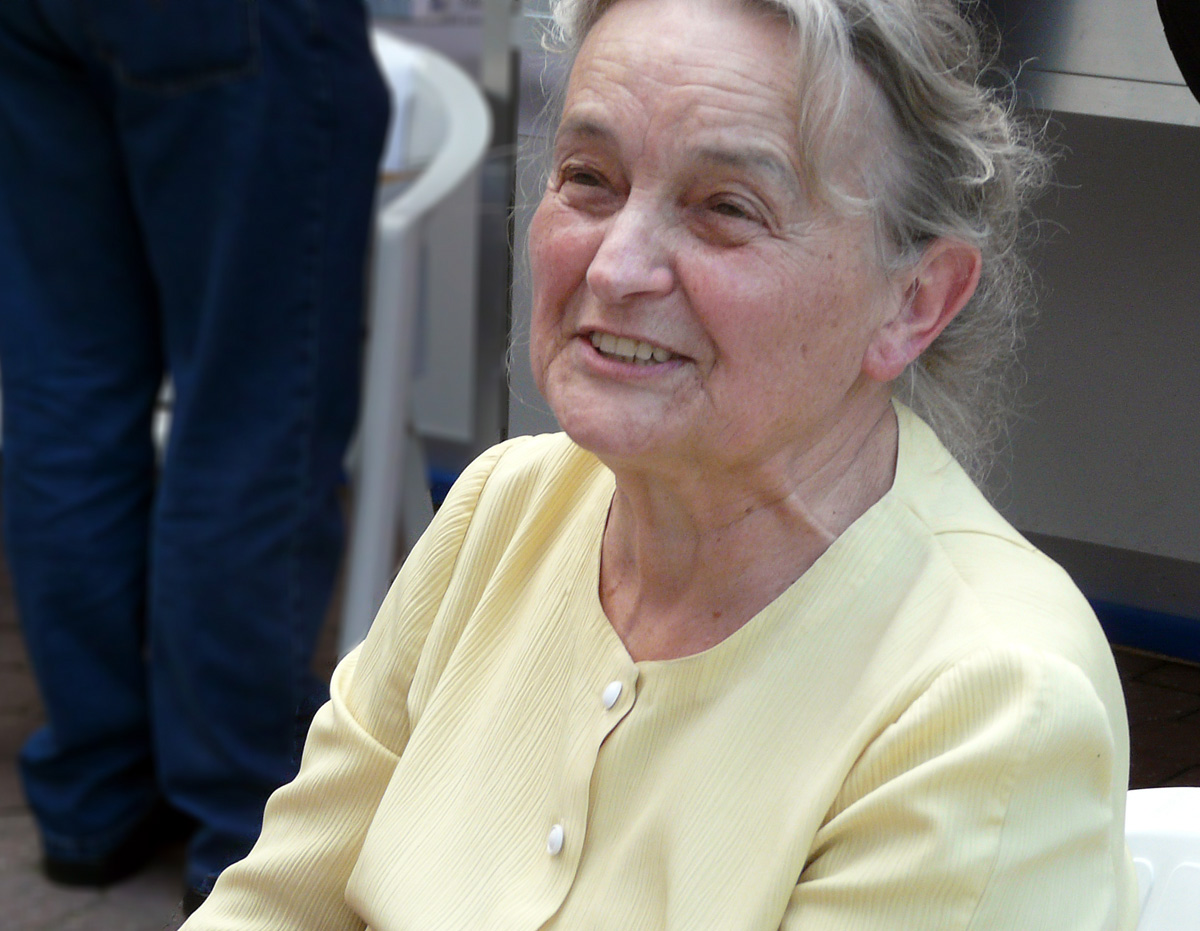
2010-ben

- Legendás irodalom (rádióműsorok, 1997)
- Posta a mából (versek, 1999)
- Irodalmi legendák, legendás irodalom I-V. (1999-2001-2002-2005-2008)
- A szőlőinda vitorlái (válogatott versek, 2005)
- Irodalmi legendák, legendás irodalom 6. (2009)
- Éghetetlen, mint a főnix. Beszélgetések a századforduló jeles alkotóival; Hét Krajcár, Bp., 2011
- Odaát esik; Kortárs, Bp., 2014 (Kortárs vers)
- Az ötvennegyedik év. 1954–2008; Pro Pannonia, Pécs, 2019 (Pannónia könyvek)

## Műsorai
- Írószobám
- Miért szép?
- Beszélgetés egy versről
- A magyar költészet századai
- A magyar próza századai
- A magyar nyelv századai
- Hangalbum
- Találkozásaim
- Életem, emlékeim
- Vonzódások
- Legenda

## Társasági tagság
- Berzsenyi Dániel Irodalmi és Művészeti Társaság tagja (1984-)
- Anyanyelvápolók Szövetsége elnökségi tagja (1989-)

## Díjai, elismerései
- Magyar Lajos-díj (1997)
- A Magyar Érdemrend lovagkeresztje (2012)
- József Attila-díj (2013)
- Magyar Örökség díj (2016)
- A Magyar Érdemrend tisztikeresztje (2022)